# 10 tháng 5
Ngày 10 tháng 5 là ngày thứ 130 (131 trong năm nhuận) trong lịch Gregory. Còn 235 ngày trong năm.

## Sự kiện
- 1294 – Thiết Mục Nhĩ lên ngôi tại Thượng Đô, trở thành hoàng đế thứ hai của triều Nguyên và đại hãn thứ sáu của đế quốc Mông Cổ.
- 1534 – Jacques Cartier thám hiểm đảo Newfoundland.
- 1774 – Louis XVI và Maria Antonia của Áo trở thành quốc vương và vương hậu của Pháp.
- 1775 – Chiến tranh Cách mạng Hoa Kỳ: Đệ Nhị Quốc hội Lục địa nhóm họp tại Philadelphia.
- 1857 – Khởi nghĩa Ấn Độ 1857: Binh lính sepoy nổi loạn tại Meerut chống lại các sĩ quan chỉ huy. Khởi nghĩa chính thức bùng nổ.
- 1872 – Victoria Woodhull trở thành người phụ nữ Mỹ đầu tiên tranh cử chức Tổng thống Hoa Kỳ.
- 1908 – Ngày của Mẹ được tổ chức lần đầu tiên ở Grafton, Tây Virginia, Hoa Kỳ
- 1940
– Chiến tranh thế giới thứ hai: Đức bắt đầu đưa quân xâm lược Bỉ, Pháp, Hà Lan và Luxembourg.
– Winston Churchill được bổ nhiệm là Thủ tướng của Anh Quốc.
- 1941 – Hội nghị lần thứ tám của Trung ương Đảng Cộng sản Việt Nam họp tại Pác Bó (Cao Bằng) dưới sự chủ tọa của Nguyễn Ái Quốc
- 1994 – Nelson Mandela tuyên thệ nhậm chức tổng thống, trở thành tổng thống da đen đầu tiên của Nam Phi.
- 2005 – Vladimir Arutyunian thực hiện vụ ám sát bằng cách ném quả lựu đạn bọc trong vải về phía Tổng thống Mỹ George W. Bush và Tổng thống Gruzia Mikheil Saakashvili. Quả lựu đạn sau đó không phát nổ.

## Sinh
- 874 – Mạnh Tri Tường, hay còn gọi với tên miếu hiệu là Hậu Thục Cao Tổ (m. 934)
- 1697 – Jean-Marie Leclair,  nhà soạn nhạc, nghệ sĩ violin và là vũ sư người Pháp (m. 1764)
- 1760 – Claude Joseph Rouget de Lisle,  sĩ quan công binh và là nhà soạn nhạc người Pháp (m. 1836)
- 1770 – Louis-Nicolas Davout, sĩ quan chỉ huy, chính trị gia và là Bộ trưởng Chiến tranh Pháp (m. 1832)
- 1788 – Augustin-Jean Fresnel, nhà vật lý học và là kỹ sư người Pháp (m. 1827)
- 1838 – John Wilkes Booth, diễn viên người Mỹ và là người ám sát tổng thống Abraham Lincoln (m. 1865)
- 1878 – Gustav Stresemann, nhà báo, chính trị gia, Thủ tướng thứ 7 của người Đức trong thời kỳ Cộng hòa Weimar và cũng là người đoạt giải Nobel (m. 1929)
- 1888 – Max Steiner, nhà soạn nhạc Mỹ gốc Áo, được mệnh danh là "cha đẻ nhạc phim"[1] (m. 1971)
- 1890 – Alfred Jodl, tướng lĩnh người Đức (m. 1946)
- 1899 – Fred Astaire, đạo diễn, ca sĩ và vũ công người Mỹ (m. 1987)
- 1912 - Tôn Thất Tùng, bác sĩ Việt Nam chuyên về lĩnh vực gan và giải phẫu gan (m. 1982)
- 1923 – Heydar Aliyev, tướng lĩnh, chính trị gia, Tổng thống thứ 3 của Azerbaijian (m. 2003)
- 1926 – Hugo Banzer, tướng lĩnh, chính trị gia và Tổng thống Bolivia (m. 2002)
- 1960 – Bono, ca sĩ của nhóm U2
- 1974 – Sylvain Wiltord, ngôi sao bóng đá Pháp
- 1979 – Lee Hyori, ca sĩ và diễn viên Hàn Quốc
- 1984 - Quỳnh Lam, diễn viên người Việt Nam
- 1987 - Đông Thiên Đức (Đặng Hữu Đức), nhạc sĩ kiêm ca sĩ người Việt Nam
- 2000 - Bae Jinyoung, cựu thành viên Wanna One, thành viên nhóm nhạc CIX
- 2020 - Prince Charles of Luxembourg, con duy nhất của Đại công tước Guillaume và Đại công tước Stéphanie được thừa kế.[2],[3]

## Mất
- 472 – Lưu Tống Minh Đế (s. 439).
- 1737 – Nhật hoàng Nakamikado (s. 1702)
- 1774 – Vua Louis XV của Pháp (s. 1710)
- 1787 – William Watson, nhà khoa học Anh
- 1930 – George E. Smith, nhà vật lý học, kỹ sư người Mỹ và nhà đoạt giải Nobel Vật lý
- 1997 – Nguyễn Khắc Viện, nhà khoa học và nhà hoạt động chính trị - xã hội Việt Nam
- 2008 – Nhạc sĩ Trịnh Hưng